# Adrian Mikhàltxixin
Adrian Bogdanóvitx Mikhàltxixin (en alfabet ciríl·lic Адріян Богданович Михальчишин; també transliterat Mikhalchishin, Mihalcisin, o Mihalčišin), nascut el 18 de novembre de 1954 a Lviv), és un jugador, entrenador, i escriptor d'escacs ucraïnès, que juga actualment sota bandera d'Eslovènia, país del qual adquirí la nacionalitat el 1999. Té el títol de Gran Mestre des de 1978.
A la llista d'Elo de la FIDE del maig de 2023, hi tenia un Elo de 2455 punts, cosa que en feia el jugador número 8 (en actiu) d'Eslovènia. El seu màxim Elo va ser de 2552 punts, a la llista de juliol de 1999 (posició 213 al rànquing mundial).

## Resultats destacats en competició
Mikhàltxixin va guanyar en dues ocasions el Campionat soviètic júnior (1977, 1980). Participà en quatre Campionats soviètics absoluts, obtenint el seu millor resultat el 1984, amb un quart lloc final.
Va obtenir la primera plaça al torneig de Nikolàiev de 1983, i fou segon a Hastings 1985-86. El 1999, fou segon ex aequo amb altres jugadors (el campió fou Zdenko Kožul).
Ha pres part en quatre Olimpíades d'escacs: el 1992 amb Ucraïna, i el 2000, 2002 i 2004 amb Eslovènia, amb uns resultats globals de +7 =24 –6.

## Entrenador
Mikhàltxixin és vicedirector del Comitè d'entrenadors de la FIDE. Ha entrenat jugadors de primer nivell mundial, com ara Anatoli Kàrpov (1980-1986), Zsuzsa Polgár, Aleksandr Beliavski, Maia Txiburdanidze, Arkadij Naiditsch i Vasil Ivantxuk. Degut al seu prestigi com a entrenador, fa cursos per a entrenadors d'escacs, com ara el que va fer el 2009 a Canàries. Actualment entrena l'equip femení d'escacs de Turquia.

## Llibres
- Winning Endgame Technique.  Batsford, 1995. ISBN 0-7134-7512-9.
- Winning Endgame Strategy.  Batsford, 2000. ISBN 0-7134-8446-2.
- Modern Endgame Practice.  Batsford, 2003. ISBN 0-7134-8740-2.
- Stetsko, Oleg; Mikhalchishin, Adrian. Magnus Carlsen, el mozart del ajedrez.  Chessy, gener de 2011. ISBN 9788493764524.